# Richard P. Stanley
Richard P. Stanley, all'anagrafe Richard Peter Stanley (New York, 23 giugno 1944), è un matematico statunitense, noto principalmente per i suoi studi nel campo della combinatoria.

## Riconoscimenti
- 1975 Premio Pólya
- 2001 Premio Steele per l'insegnamento della matematica
- 2003 Premio Schock in matematica